# James Heisig
James W. Heisig, né en 1944, est un philosophe spécialiste de la philosophie de la religion. Il a publié plusieurs livres qui traitent de la notion de dieu dans la psychologie analytique, l'école de Kyoto de philosophie et la foi interreligieuse contemporaine. Il vit actuellement à Nagoya au Japon, où il poursuit ses recherches à l'Institut Nazan pour la religion et la culture (en). Il est aussi connu parmi les étudiants de japonais et de mandarin pour la série Remembering the Kanji (en) et Remembering the Hanzi.

## Ouvrages
- Série Remembering the Kanji (1977, 1987, 1994)
- Remembering the Kana
- Heisig, James and Timothy Richardson, Remembering Simplified Hanzi 1. University of Hawaii Press, Honolulu (2009). Également Remembering Traditional Hanzi 1.
- Imago Dei: A Study of C. G. Jung's Psychology of Religion (Studies in Jungian thought) (1979)
- Philosophers of Nothingness: An Essay on the Kyoto School (Nanzan Library of Asian Religion and Culture) (2001)